# 756

756(칠백오십육)은 755보다 크고 757보다 작은 자연수다.

## 수학
- 합성수로, 그 약수는 총 24개다. (1, 2, 3, 4, 6, 7, 9, 12, 14, 18, 21, 27, 28, 36, 42, 54, 63, 84, 108, 126, 189, 252, 378, 756)
  - 756의 진약수의 합은 1484이므로, 756은 과잉수다.
- 64번째 불가촉수다. 앞의 불가촉수는 750, 다음은 766이다.
- {\displaystyle 756=109+113+127+131+137+139}
  - 연속하는 소수(素數) 6개의 합으로 나타낼 수 있으며, 이 성질을 지닌 앞의 수는 724, 다음 수는 796이다.
- {\displaystyle 756=27\times 28}
  - 연속하는 두 자연수의 곱으로 나타낼 수 있으며, 이 성질을 지닌 앞의 수는 702, 다음 수는 812이다.
- {\displaystyle 756=7^{2}+11^{2}+15^{2}+19^{2}=3^{2}+9^{2}+15^{2}+21^{2}}
  - 공차가 4인 네 자연수(7부터 19까지)의 제곱합으로 나타낼 수 있는 수다. 이 성질을 지닌 앞의 수는 656, 다음 수는 864다.
  - 공차가 6인 네 자연수(3부터 21까지)의 제곱합으로 나타낼 수 있는 수다. 이 성질을 지닌 앞의 수는 664, 다음 수는 856이다.
- {\displaystyle 756=3^{3}+9^{3}=3^{3}+3^{6}}
  - 서로 다른 두 자연수의 세제곱합으로 나타낼 수 있는 수다.
- {\displaystyle 55^{2}-1}은 756으로 나누어떨어진다.

## 과학
- NGC 756: 고래자리 방향에 있는 렌즈형은하.
- 756 릴리아나(영어판): 소행성.

## 교통

### 철도
- 서울 지하철 7호선 상동역의 역번호.

### 도로
- 현도 제756호선

## 군사
- 756 해군 항공대(영어판): 과거 존재한 영국의 해군 항공대.
- SSN-756 스크랜턴(영어판): 미국의 군용 잠수함.
- U-756(영어판): 제2차 세계 대전에 사용된 나치 독일의 군용 잠수함.

## 문화유산
- 대한민국의 보물 제756호: 감지금니대불정여래밀인수증요의제보살만행수능엄경 권7

## 방송
- AM 756kHz: 일본 NHK 라디오 제1방송 구마모토 방송국의 주파수.

## 기타
- 연도: 756년, 기원전 756년